# Bonakoulé
Bonakoulé est un village du département du Nkam au Cameroun. 
Situé dans l'arrondissement de Yabassi, il est localisé sur la route piétonne qui relie Yabassi à Moutimbelembe. On y accède également par la rive gauche du fleuve Wouri. .

## Population et environnement
En 1967, le village de Bonakoulé avait 99 habitants. Le village fait partie du canton des Wouri Bossoua.

## Personnalités liées à Bonakoulé
- Jeanne-Louise Djanga, écrivaine camerounaise